# Мало печатно писмо
Мало печатно писмо или мали печат (кин: 小篆; пин: xiaozhuan) повезано је за реформе на кинеским знаковима који је саставио Ли Си у династији Ћин под првом цару Кине, Ћин Ши Хуанг, у циљу стандардизације знакова писма.
Прије победе Ћин на последњих преосталих шест од седам Зараћених држава Кине, локални стилови кинеских знакова 	
су еволвирали независно једни од других преко много векова, производујући оно што се назива писмо Шест држава 六国文字. Под једном јединственом владом међутим, различитост се сматрало непожељним за углавном два разлога, прво је ометало правовремене комуникације, трговину, опорезивање, и транспорт, и други разлог је да би независна писма заступили евентуално издвојене политичке идеје, посебно у областима где је традиција конфучијанизма остао јак.
Стога кола, цесте, валута, закони, тежине, мере и писма су се стандаризовали. Дакле, ликови који су различити од оних у Ћин су били одбачени, и сјиаоџан знакови као што је одредио Ли Си постали су стандард за све области унутар царства. Стандардизација је дошла око 220. п. н. е. те је уведена од стране Ли Си и два министра. Мали рукописни облик чиновничког писма је дошао након малог печатног писма.
Позната компилација од Ли Сиа је само позната кроз кинеских коментара преко векова. Мисли се да је садржао 3300 знакова. Неколико стотина знакова из делова коментара су прикупљени током Ћинг периода, и недавна археолошка ископавања у Анхуи, Кина, су открили неколико стотина више на бамбус тракама за приказ редослед знакова, нажалост, писмо кориштен није мало печатно писмо јер откриће датира из доба Хан.